# Unterseeboot UB-27
Pour les autres navires du même nom, voir Unterseeboot 27.
L'Unterseeboot UB-27 est un sous-marin (U-Boot) allemand de type UB II utilisé par la Kaiserliche Marine pendant la Première Guerre mondiale. Le sous-marin a été commandé le 30 avril 1915 et lancé le 10 février 1916. Il a été mis en service dans la marine impériale allemande le 23 février 1916. En 17 patrouilles, l'UB-27 a coulé 11 navires pour un total de 18 091 tonneaux de jauge brute (TJB).

## Conception
Sous-marin de type UB II, l'UB-27 avait un déplacement de 265 tonnes en surface et de 291 tonnes en immersion. Il avait une longueur hors tout de 36,13 m, une largeur de 4,36 m et un tirant d'eau de 3,66 m. Le sous-marin était propulsé par deux moteurs Diesel Benz à six cylindres à quatre temps produisant 270 chevaux (200 kW), un moteur électrique Siemens-Schuckert produisant 280 chevaux (210 kW) et un arbre d'hélice. Il était capable d’opérer à une profondeur allant jusqu’à 50 mètres.
La vitesse maximale du sous-marin était de 5,72 nœuds (10,59 km/h) en immersion et de 8,90 nœuds (16,48 km/h) en surface. Lorsqu’il était immergé, il pouvait opérer sur 45 milles marins (83 km) à 4 nœuds (7,4 km/h). En surface, il pouvait parcourir 7200 milles marins (13300 km) à 5 nœuds (9,3 km/h). L'UB-27 était armé de deux tubes lance-torpilles de 500 mm à l’avant, de quatre torpilles et d’un canon de pont SK L/40 de 50 mm. Il avait un effectif de vingt-et-un membres d’équipage et deux officiers, et un temps de plongée de trente secondes.

## Historique des services
Le 29 avril 1916, en mer du Nord, à environ 28 km au sud-est de Souter Point près de Whitburn, dans le comté de Durham, l'UB-27 ouvrit le feu avec son canon de pont sur le SS Wandle, un charbonnier de 889 tonneaux de jauge brute de la Wandsworth, Wimbledon and Epsom District Gas Company. Le charbonnier a engagé le combat contre le sous-marin et a survécu. Par la suite, en Grande-Bretagne, on croit que le SS Wandle a coulé l'UB-27 et le capitaine, G.E.A. Mastin, et son équipage sont célébrés en héros,.
L'UB-27 a disparu après le 22 juillet 1917. Le HMS Halcyon a signalé avoir éperonné et grenadé un sous-marin le 29 juillet 1917. Une étude allemande d’après-guerre a conclu qu’il était possible que l'Halcyon ait coulé l'UB-27 à 52° 47′ N, 2° 24′ E.

## Affectations
- Flottille I : du 14 avril 1916 au 1er février 1917
- IIe flottille : du 1er février au 21 avril 1917
- Flottille de la Baltique : du 21 avril au 19 juillet 1917
- Flottilles des Flandres : du 19 au 29 juillet 1917

## Commandants
- Kptlt. Victor Dieckmann[7] : du 23 février au 31 octobre 1916
- Oblt.z.S. Hans Georg Lübbe[8] : du 1er novembre 1916 au 23 avril 1917
- Oblt.z.S. Freiherr Heinz von Stein zu Lausnitz[9] : du 24 avril au 29 juillet 1917

## Navires coulés
| Date           | Nom                | Nationalité    | Tonnage | Destin              |
| -------------- | ------------------ | -------------- | ------- | ------------------- |
| 28 avril 1916  | Blessing           | United Kingdom | 19      | Coulé               |
| 28 avril 1916  | Christian          | Danemark       | 227     | Endommagé           |
| 29 avril 1916  | Teal               | United Kingdom | 766     | Coulé               |
| 29 avril 1916  | Wandle             | United Kingdom | 889     | Endommagé           |
| 30 avril 1916  | Mod                | Norvège        | 664     | Coulé               |
| 1 mai 1916     | Rio Branco         | Brésil         | 2258    | Coulé               |
| 2 mai 1916     | Mars               | Norvège        | 581     | Coulé               |
| 2 mai 1916     | Memento            | Norvège        | 654     | Coulé               |
| 2 mai 1916     | Superb             | Norvège        | 770     | Coulé               |
| 24 août 1916   | HMS Duke of Albany | Royal Navy     | 1997    | Coulé               |
| 27 août 1916   | Skjaereg           | Norvège        | 1019    | Capturé comme prise |
| 7 octobre 1916 | Jupiter            | United Kingdom | 2124    | Endommagé           |
| 8 octobre 1916 | Magnus             | United Kingdom | 154     | Coulé               |
| 12 mars 1917   | Thode Fagelund     | Norvège        | 4352    | Coulé               |
| 14 mars 1917   | Davanger           | Norvège        | 5876    | Coulé               |